# جوزيف شنايدر
جوزيف شنايدر (بالألمانية: Johann Gottlob Schneider junior)‏ (و. 1789 – 1864 م) هو ملحن، ومعلم موسيقى ألماني، يستخدم آلات أورغن، توفي في درسدن، عن عمر يناهز 75 عاماً.